# 申贝格
申贝格是德国石勒苏益格－荷尔斯泰因州的一个市镇。总面积14.78平方公里，总人口1333人，其中男性683人，女性650人（2011年12月31日），人口密度90人/平方公里。